# August Ohm
 (décembre 2024).
Pour les articles homonymes, voir Ohm.
August Ohm (né en 1943 à Berlin) est un peintre, illustrateur et auteur allemand.

## Biographie
Il reçoit d'abord une éducation de la part de son père Wilhelm Ohm (de). Il va ensuite à la Werkkunstschule Hamburg, l'université de Hambourg et l'université libre de Berlin. Il a été artiste en résidence à l'Oglethorpe University (en) à Atlanta. August Ohm vit et travaille à Hambourg, Berlin et Florence. Il s'intéresse en les reprenant aux racines historiques de la peinture occidentale qu'il ignorait dans sa jeunesse. En 1998, le Museum für Kunst und Gewerbe de Hambourg expose ses "images de l'Antiquité", une série d'après des portraits antiques. En 2003, le Musée Cranach de Wittemberg présente ses peintures d'après Lucas Cranach l'Ancien.
Les principales séries de l'artiste sont des illustrations de l'Apocalypse, du désert d'Afghanistan, des photos d'Arthur Rimbaud, Novalis et la musique, les villes de Sylt, Berlin, Venise et de la Toscane, hommage à Botticelli, le théâtre de marionnettes de Kleist.